# Amphicestonia
Amphicestonia là một chi ruồi lông trong họ Tachinidae.

## Các loài
- Amphicestonia dispar Villeneuve, 1939[1]
- Amphicestonia perplexa Mesnil, 1963[3]